# Donna Jo Napoli
Donna Jo Napoli é uma linguista e escritora estadunidense, professora no Swarthmore College. Escreve principalmente livros de ficção infantil e para jovens adultos.